# 罕百里派
罕百里（阿拉伯語：حنبلي）教法學派，伊斯蘭教遜尼派伊斯蘭教法學中的四大主流學派之一。這個學派的歷史可以追溯到艾哈迈德·伊本·罕百里，他的弟子建立了這個學派。這個學派的立場被認為較為嚴格且保守，特別是涉及伊斯蘭神學方面的問題。教法權威來源主要來自古兰经和圣训，若兩者皆無法提供指導則先遵循公議（只限於穆罕默德與薩哈巴們所做出之公議），而後伊智提哈德，最終在只有罕見的情況才依據類比，這個學派盛行於沙烏地阿拉伯與卡塔尔，在敍利亞及伊拉克也有信仰這個學派的群體，但人數較少。

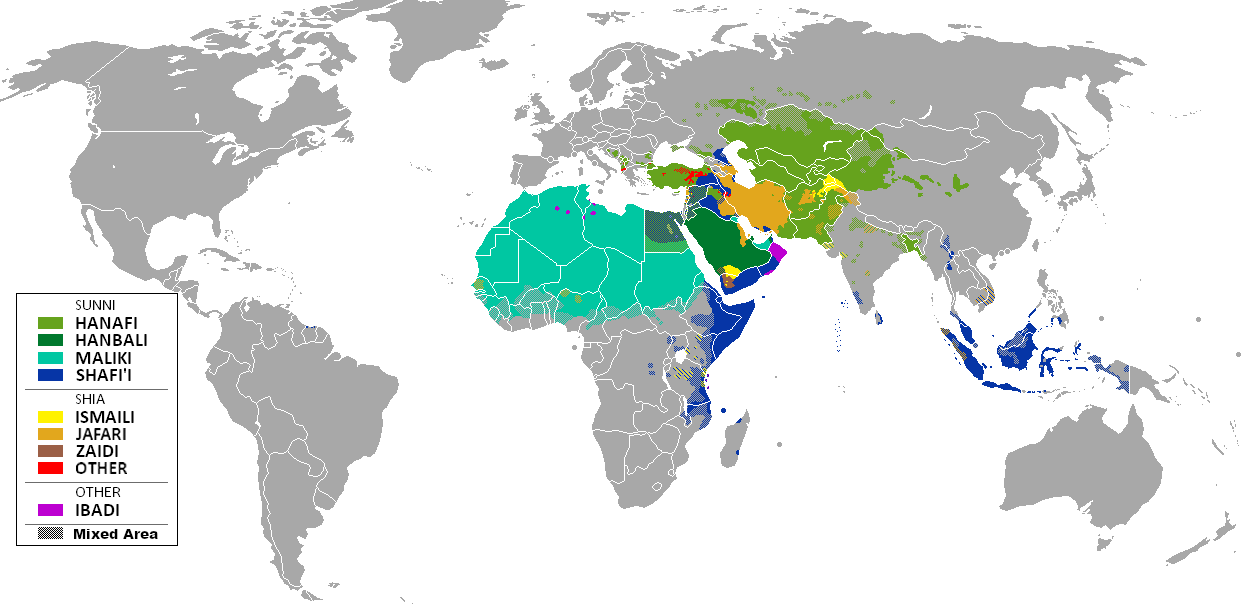
伊斯兰教法学分布，其中深绿色为罕百里派。